# Boufarik Airport
Boufarik Airport är en flygplats i Algeriet.   Den ligger i provinsen Blida, i den norra delen av landet, 27 km sydväst om huvudstaden Alger. Boufarik Airport ligger 93 meter över havet.
Terrängen runt Boufarik Airport är platt åt nordväst, men åt sydost är den bergig.Runt Boufarik Airport är det tätbefolkat, med 511 invånare per kvadratkilometer. Närmaste större samhälle är Beni Mered, 2,8 km sydväst om Boufarik Airport. I omgivningarna runt Boufarik Airport växer huvudsakligen savannskog.